# Templom
A templom olyan építmény, amely a különböző vallásokban Isten vagy istenségek tiszteletére és kultuszra szolgál.
Gyakran megkülönböztetik az imaháztól, ahol áldozatot nem mutatnak be. Az ókori felfogás szerint elsősorban az istenség lakóhelye, a magyar nyelvben is gyakran Isten háza néven nevezték.

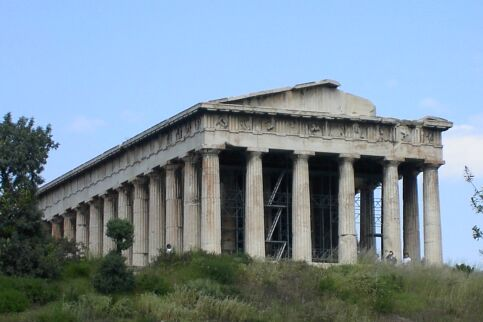
A Héphaiszteion, Görögország legépebben fennmaradt ókori temploma.

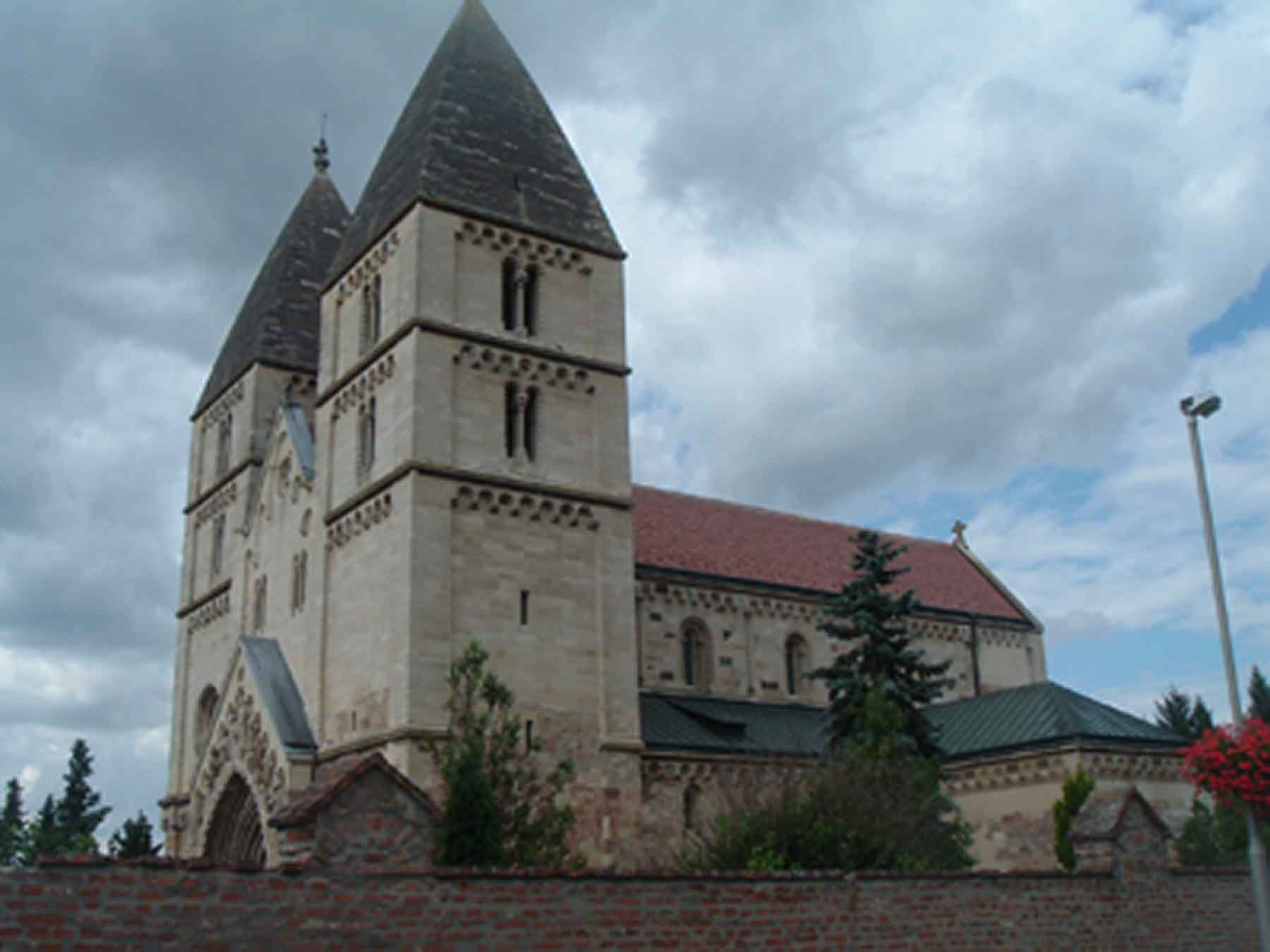
A jáki templom

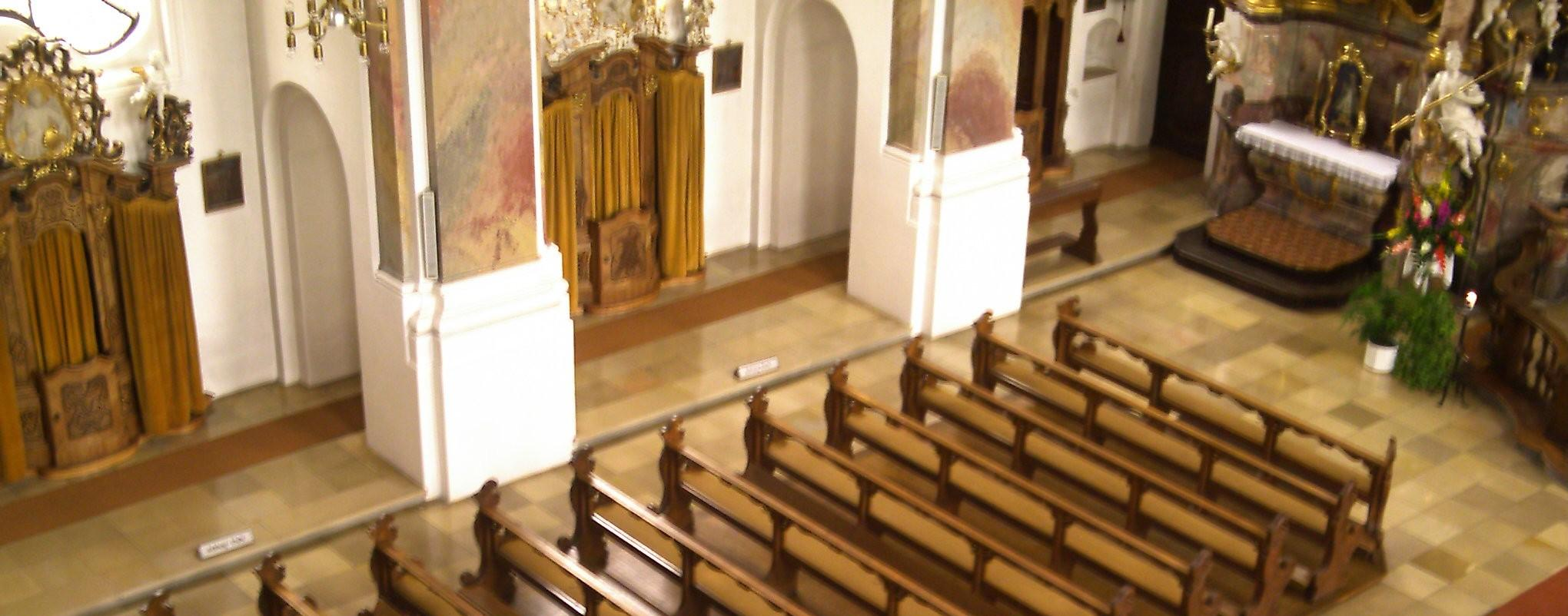
Katolikus templombelső, Maria Steinbach, Németország

Ősidőktől fogva az istenségnek szentelt épület, mely gyakran a bálványképek és az oltár helyéül, továbbá a papok munkahelyéül működött, de csak ritkán szolgált a nép gyülekező helyéül. A templom belsejében állt az istenség szobra vagy képe, melynek a templom felszentelve volt. A templom azon elrekesztett részét, ahol gyakran a szobor vagy bálvány állt, s ahova csak a papoknak volt szabad belépni, szentélynek hívták. 

## Etimológia
A nyugati nyelvekben, így a magyarban is használt szó a latin templum szóból származik. Ez pedig a temno, temnere, kivágni, kihasítani jelentésű latin igéből származik. Magyarázata: „elkerített terület”, „szent hely”, „a közönségesből kiszakított különleges terület”, „szentélykörzet”. 
A magyarban használt szó legalább a 15. század óta használt, és jelentésében kiszorította a régi egyház szót.
A templum felszentelt helyet jelentett, amely a görög temenosz átvétele, ez pedig az É-temen-anki zikkurat nevéből származik.
A név eredetileg azt a helyet jelölte, melyet a római madárjós a jóslás céljára a földön botjával elkerített.
A keresztény vallások szakrális építményét jelölő szó eredete a római castrum főpontjára vezethető vissza: a cardo és a decumanus metszéspontjának a neve volt templum. Miután a középkori Európában – és azóta is – a templum környékére épült az istenháza, kézenfekvő volt a templum → templom elnevezés.

## Elnevezései

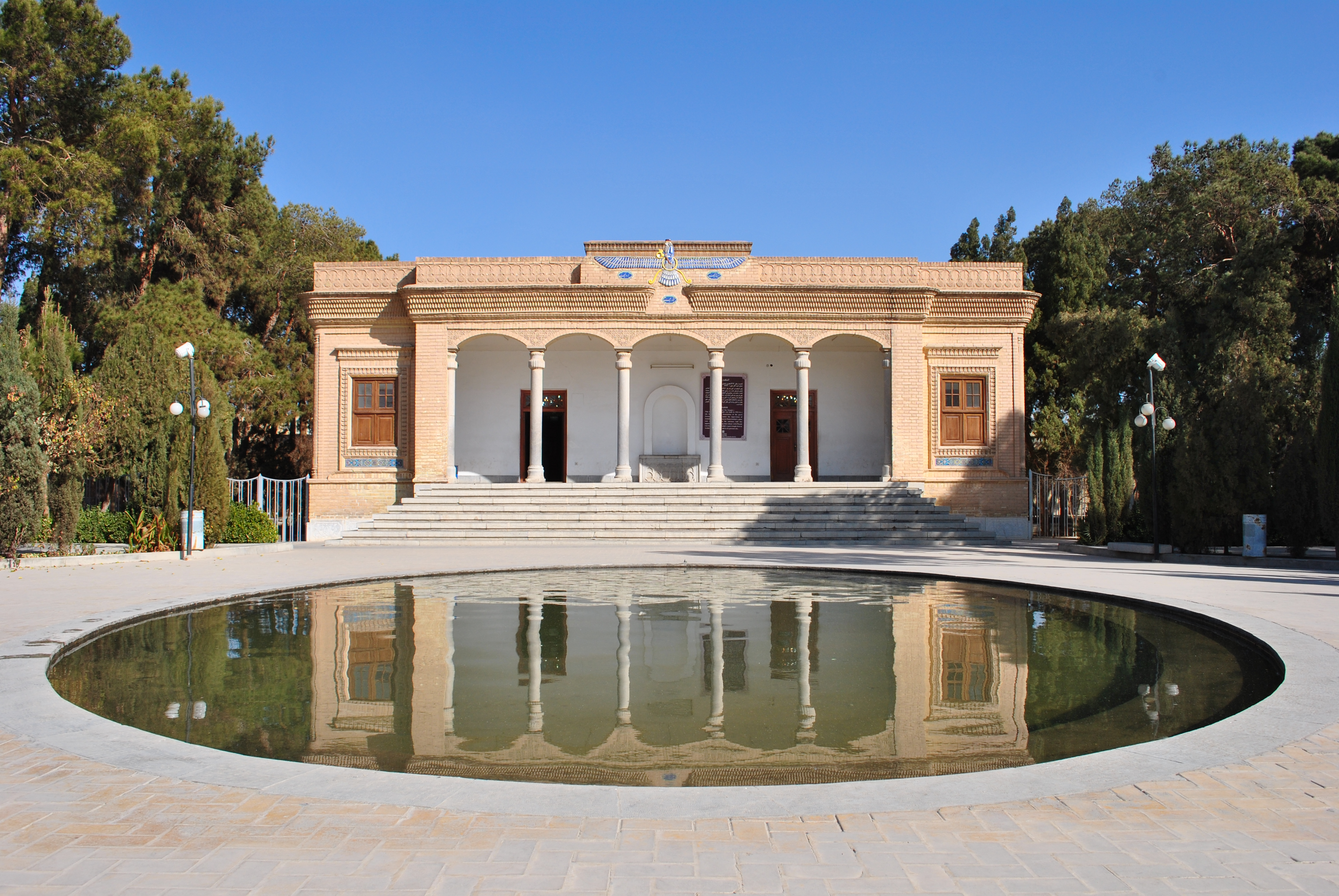
A zoroasztrizmus tűztemploma Jazdban (Irán)

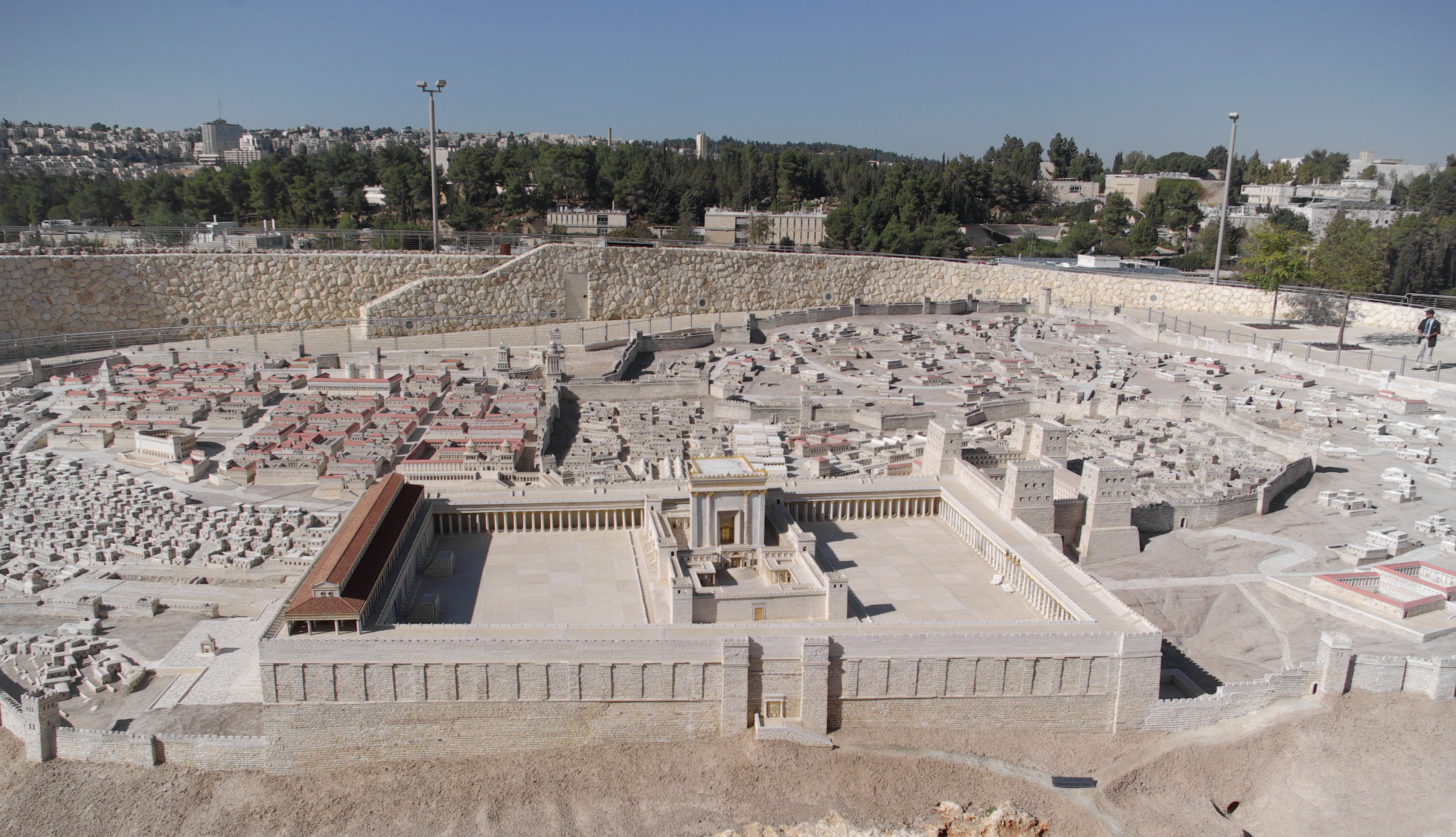
A jeruzsálemi templom Jézus idejében (makett)

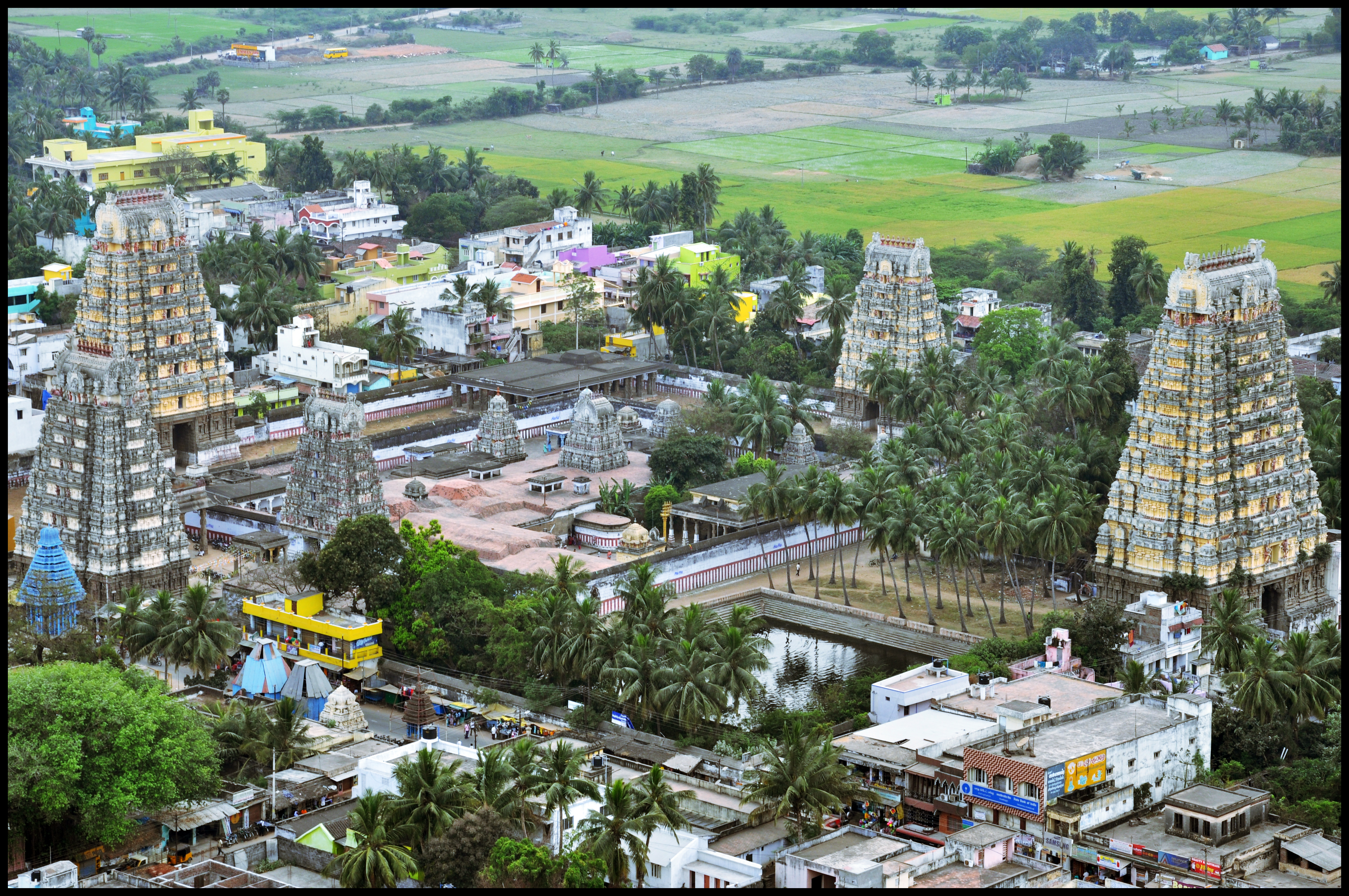
Hindu templomkörzet Dél-Indiában. A magas építmények a templomkomplexum kapui (gopuram)

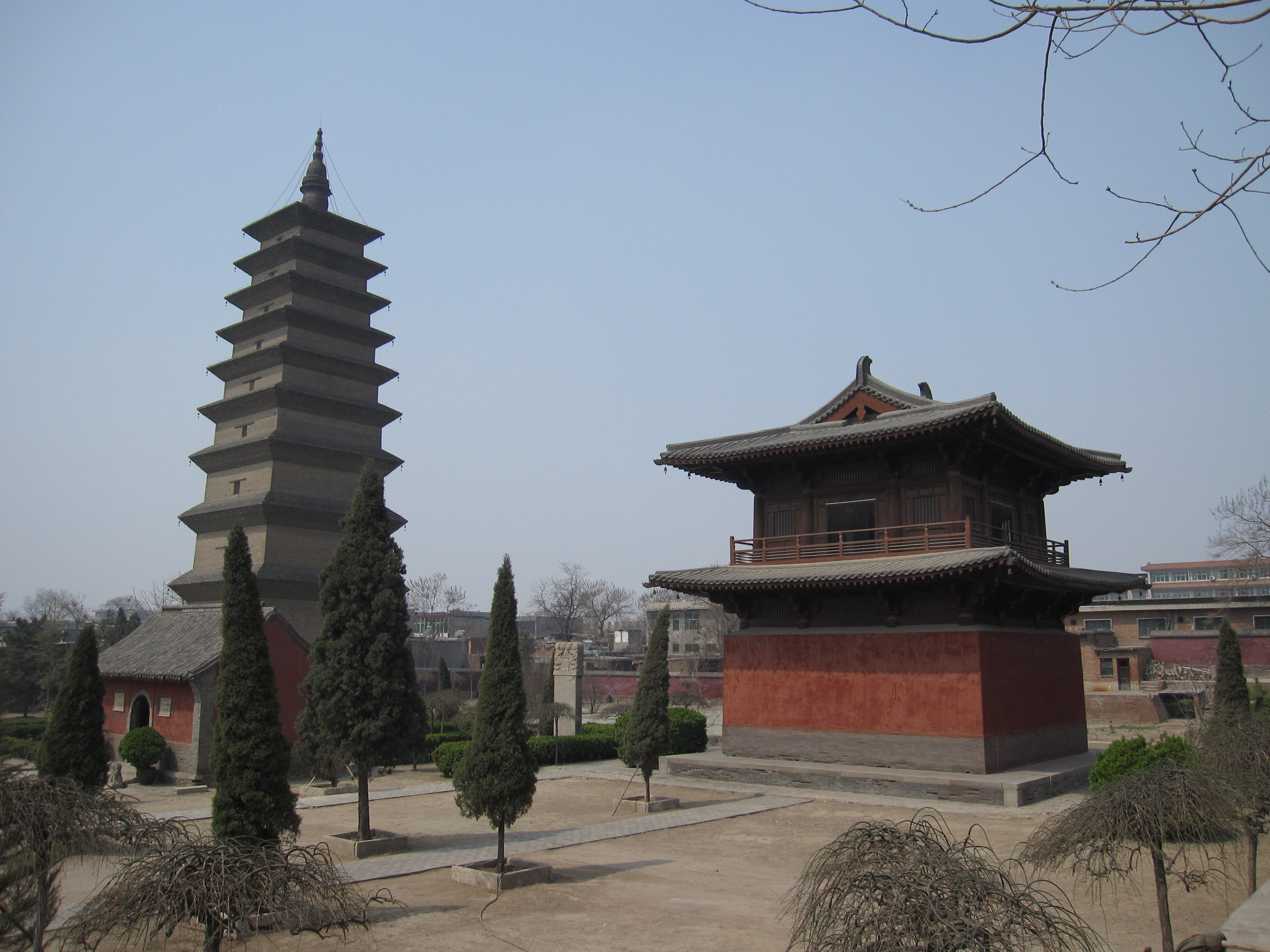
Kilenc emeletes pagoda Kínában

Az egyes vallások saját elnevezést használnak a templomaikra.

### Kereszténység
A keresztény vallás magyar nyelven ma általánosságban a templom szót használja (az európai nyelvekben a templom megnevezésére többnyire a latin ecclesia szónak megfelelő kifejezés szolgál, mely egyszersmind az egyházat mint közösséget is jelöli). Egyes templomokat szerepüktől függően a kápolna, katedrális (székesegyház) vagy a bazilika elnevezés illet. Ilyen esetek még a szerzetesházhoz kapcsolódó kolostortemplom, és a külön névvel illetett egyházközségi főtemplom, a plébániatemplom.
A protestáns templomok neveit gyakran imaház vagy gyülekezet névvel is illetik.[forrás?]
A Jehova Tanúi elnevezésű vallási felekezet temploma a királyságterem.
A mormonok esetén megkülönböztetik a zsinagógával analóg gyülekezeti ház és a jeruzsálemi templommal analóg Szent Templom fogalmát.

### Judaizmus
Az ókori zsidó vallásban egyetlen templom létezett, a jeruzsálemi templom. Ezt azonban Titus római hadvezér seregei Kr. u. 70-ben lerombolták, és azóta nem épült újjá. Ezért az izraelita istentisztelet azóta a vallás másik típusú (áldozatbemutatásra nem használható) istentiszteleti helyein zajlik, melyeknek elnevezése zsinagóga.
A reformzsidók a templom elnevezést is használják a zsinagógára, de az ortodox zsidók egy része ezt a szóhasználatot a jeruzsálemi templom kizárólagos volta miatt elutasítja.

### Iszlám
A muszlim templom neve mecset vagy dzsámi.

### Zoroasztrizmus
A tűztemplom a zoroasztrizmus istentiszteleti helye; gyakran nevezik dar-e mehr (perzsa), vagy agijari (gudzsaráti) néven.

### Hinduizmus
A hindu templom neve hindiül mandir, tamil nyelven kovil.

### Dzsainizmus
A dzsainista templomot derazarnak hívják.

### Szikhizmus
A szikh templom a gurdvára .

### Buddhizmus
A korai buddhizmusban három épülettípus fejlődött ki: kolostorok (vihára), relikviák épületei (sztúpa) valamint szentélyek és imatermek (csaitja). A vihára és a szanghárám is olyan épületek, amelyben a szerzetesek az esős évszak alatt tartózkodtak.
A sztúpák Ceylonban dágóba (=erelyeszekrény) néven ismertek. A japán buddhizmusban a templom neve tera.
A vallási gyakorlatok megváltozásával egyetemben a sztúpák fokozatosan beépültek a csaitja-grihákba, azaz az imatermekbe.
Az indiai építőművészet sztúpájából fejlődött ki a Távol-Keleten a pagoda. A kolostortemplomokat Thaiföldön Wat néven ismerik.

### Egyéb
- A régi pogány vallások templomaira általánosságban a templom szót használjuk, például Zeusz-templom.
- Az ókori Mezopotámiában a templom egy formája volt a zikkurat.

## Történelem

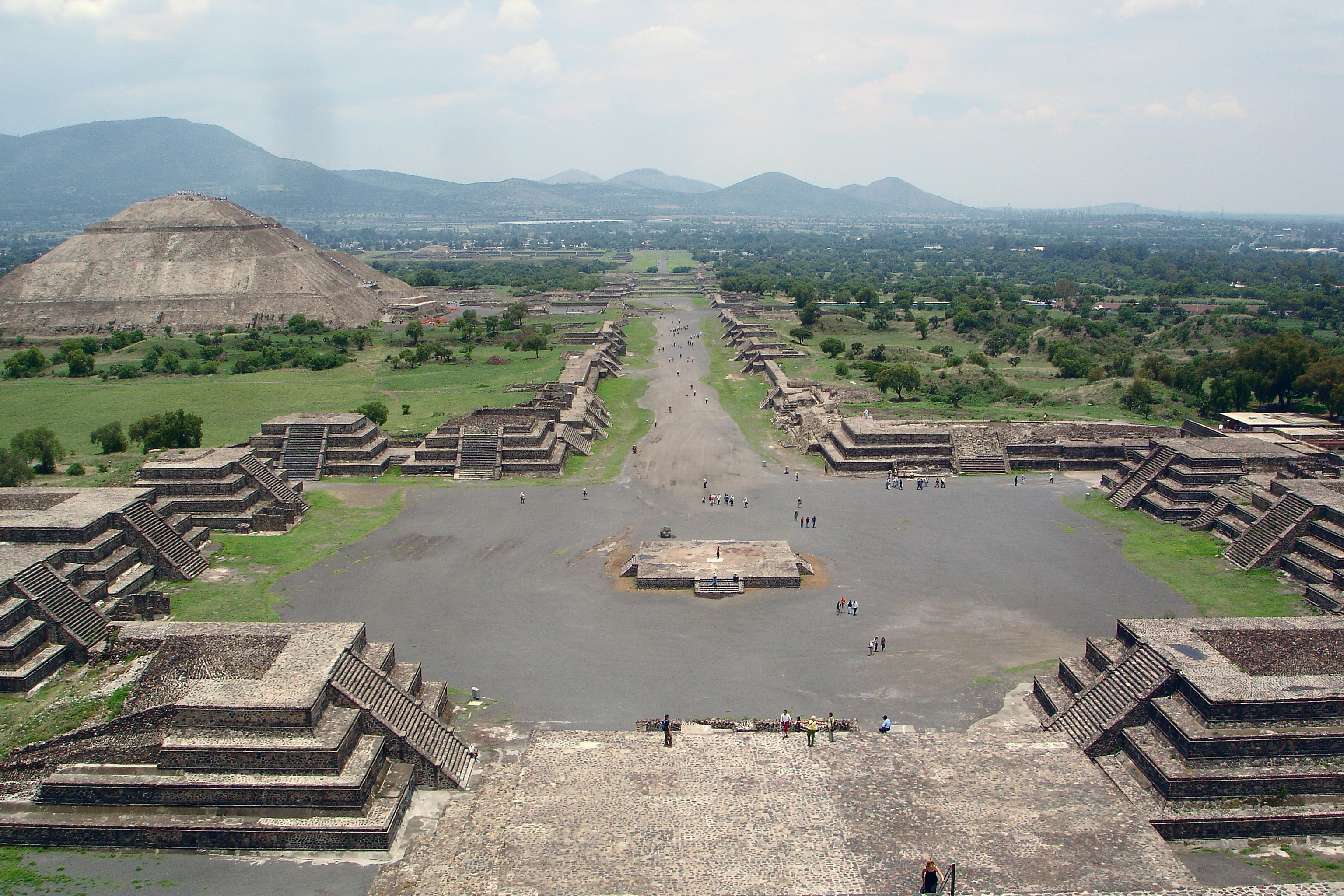
A közép-amerikai Teotihuacan piramiskörzete

A vallás a kezdetektől fogva az emberi élet szerves része volt.
A templomok őseinek a megalitikus kultúrák építményei tekinthetők. A legkorábbi ilyen emlékeknek a mai Törökországban, Göbekli Tepe ásatási területén talált 12 000 éves körtemplomok tekinthetők.
Az ókori templomokban őrizték az istenszobrokat és a kultikus tárgyakat. Bennük vagy előttük felállított oltárokon mutatták be a különböző áldozatokat.
A zsidó vallás kultuszhelye a jeruzsálemi templom volt. A zsidó nép több száz éven keresztül mutatott be ezen a helyen áldozatokat JHVH (Isten) tiszteletére.
A keresztények kezdetben magánházaknál  tartották az istentiszteleteket, illetve a keresztényüldözések idején a katakombákat is használták kultuszhelyül. Nagy Konstantin türelmi rendelete után (313 -mediolanumi ediktum) megindult  a nagyobb arányú keresztény templomépítkezés. Ebben az időben (és a középkor folyamán is) számos pogány templomot, illetve európai zsinagógát is keresztény templommá alakítottak át.
Jellegzetesek a közép-amerikai templompiramisok, amelyek minél magasabbak voltak, annál "közelebb" voltak az istenekhez a rajtuk levő szentélyek és a bennük imádkozó papok.

## Japán vallás

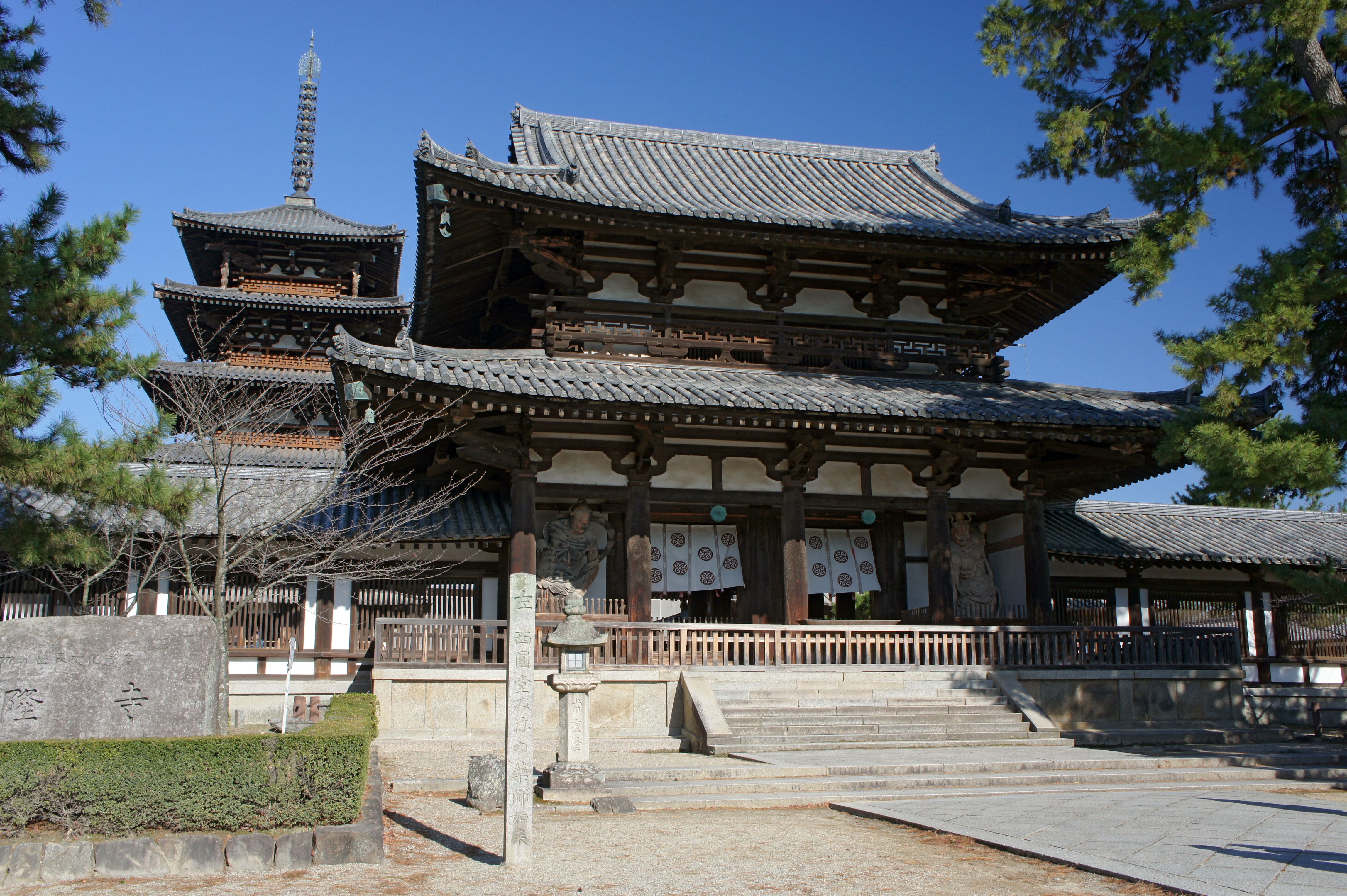
Csúmon, Hórjú-dzsi

A japán templomok az intézményesített buddhista vallásgyakorlat központjai. Kezdetben (6-8. század) építészeti és vallási szempontból egyaránt nagy hatást gyakoroltak rájuk 
a kínai és koreai templomrendszerek, amelyeket Japán azonban idővel a saját vallásgyakorlatához és a kialakuló szekták igényeihez igazított. A templomok rendszerint valamelyik buddhista szektához tartoznak.

## Építészet
A különböző történelmi korszakokban egyes építészeti stílusok kifejezetten vallási építmények számára jöttek létre. A templomépítészeti struktúrák a katonai vagy uralkodói struktúrákhoz hasonlóan az eltanult példákon át váltak bizonyos építészeti stílusok fő túlélőivé. Például a görög és a római templomépítészet komoly hatást gyakorolt az egész nyugati építészetre. Ugyanakkor a magánerőből épült úgynevezett alapítványi templomok építészete eltérhetett a kanonikus elvektől.

### Ókori építészet
- Ókori egyiptomi templomépítészet
- Az ókori Mezopotámia vallása
- Ókori görög építészet#Templomok
- Ókori római építészet
- Jeruzsálemi templom (ókori zsidó)

### Iszlám
- Iszlám templomépítészet

### Buddhizmus
- Buddhista építészet
- Japán buddhista építészet
- Kínai buddhista építészet
- Thai templomépítészet
- Főbb buddhista templomok listája

### Hinduizmus
- Hindu templomépítészet

### Dzsainizmus
Rádzsasztánban és Gudzsarátban a dzsain templomra a "derasar" szót használják. A baszti vagy baszadi is jellemzően egy dzsain szentély vagy templom.
A szabadban épült templomaik fantasztikus szépségűek, művészi kivitelűek, építőanyaguk gyakran értékes márvány. A templomok belsejében, a szentélyben áll Dzsina szobra, körös körül kis fülkékben a kisebb tírthankara szobrok.
A dzsaina templomok Mahávíra első prédikációs csarnokáról adott korai leírásokat tükrözik, rendszerint tornyot is építenek rájuk, amelyek egyesek szerint a dzsainák kozmográfiáját jelképezi, de talán az axis mundinak tekintett Méru-hegyre utal.

### Képek

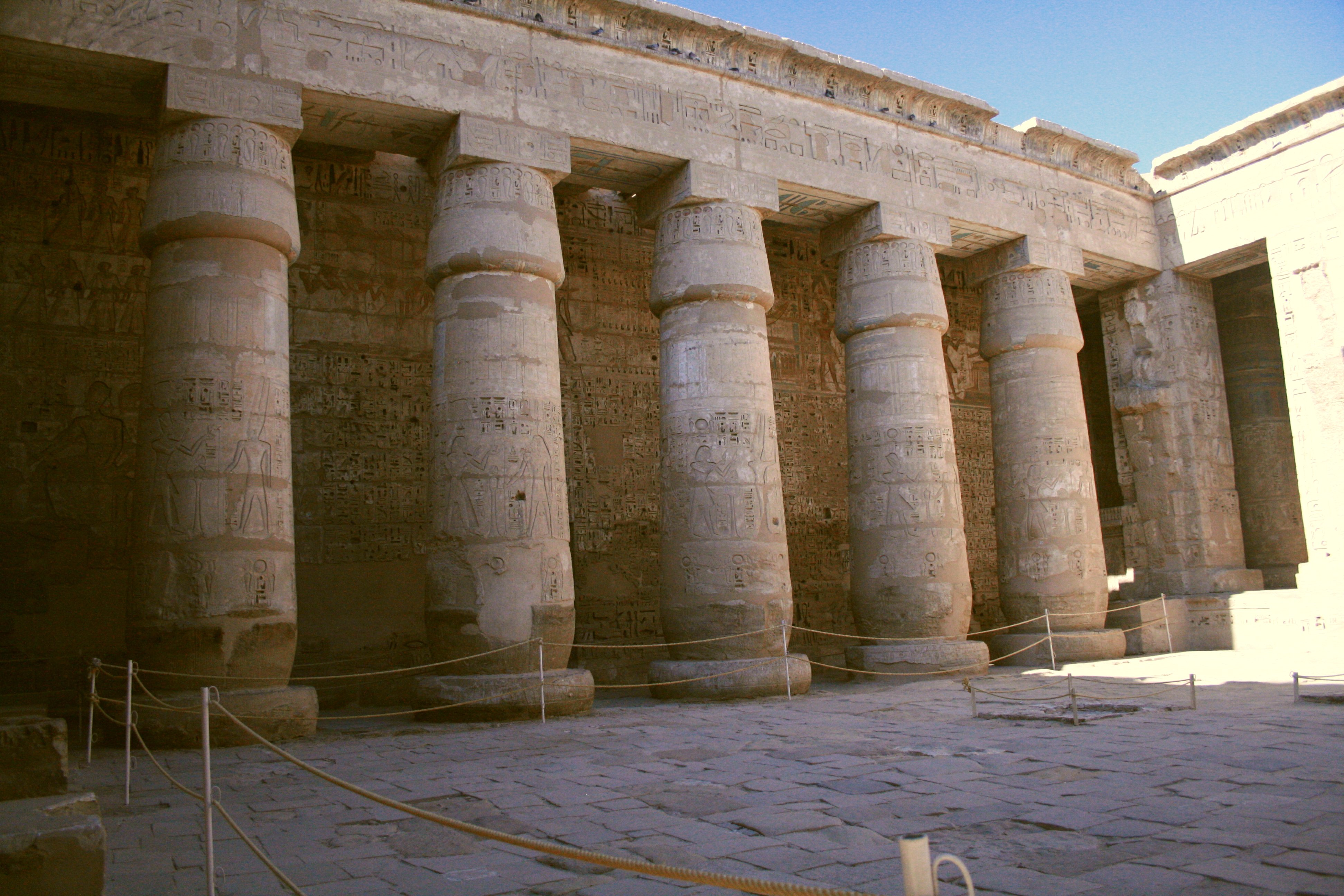
Medinet Habu: az előudvar oszlopai (Egyiptom)
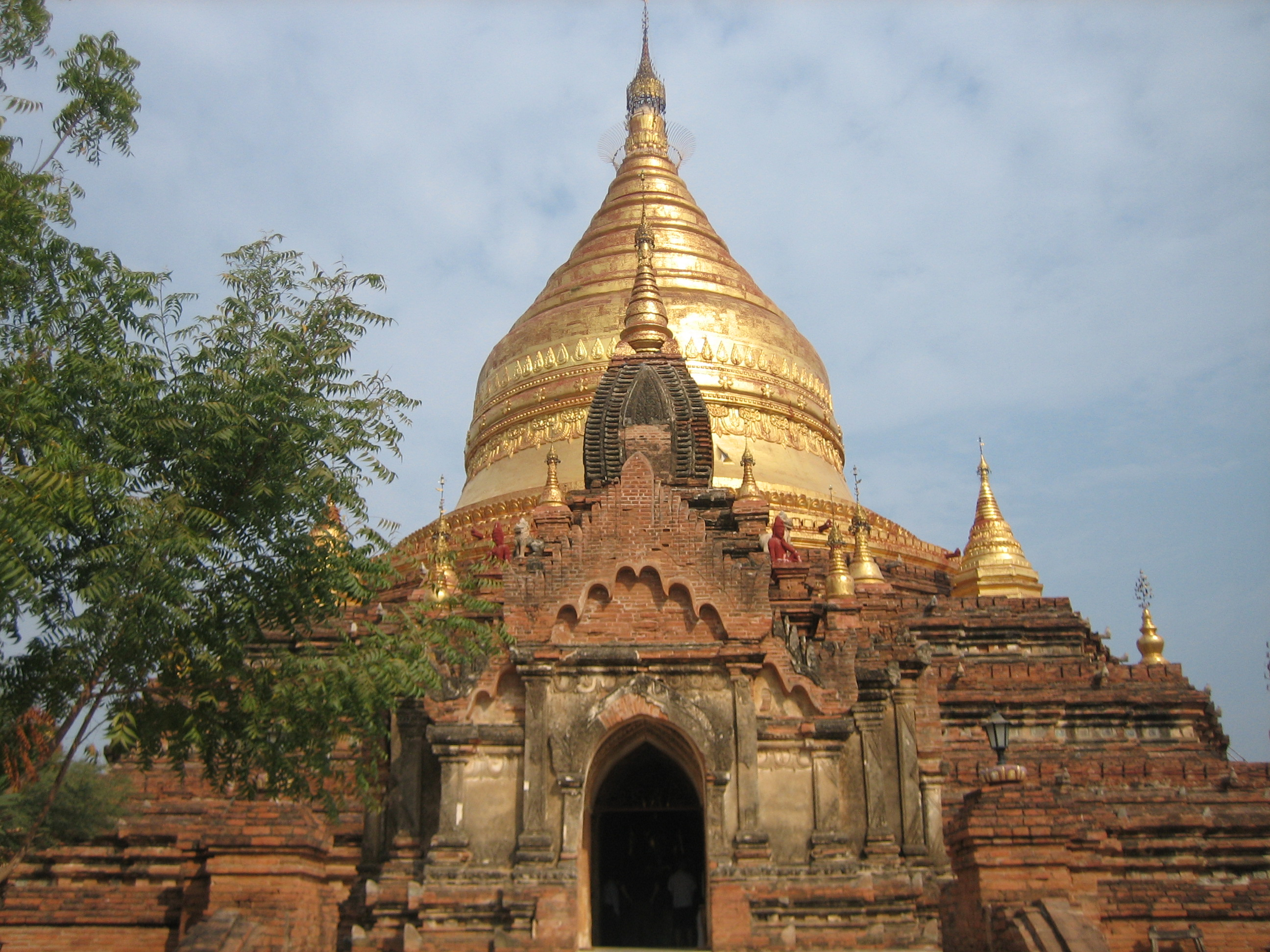
Középkori pagoda Mianmarban
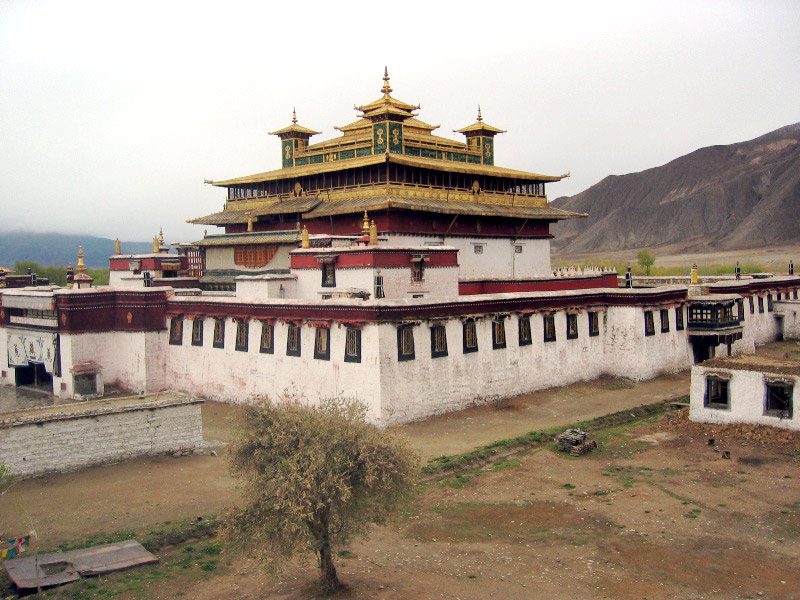
Buddhista templom Tibetben
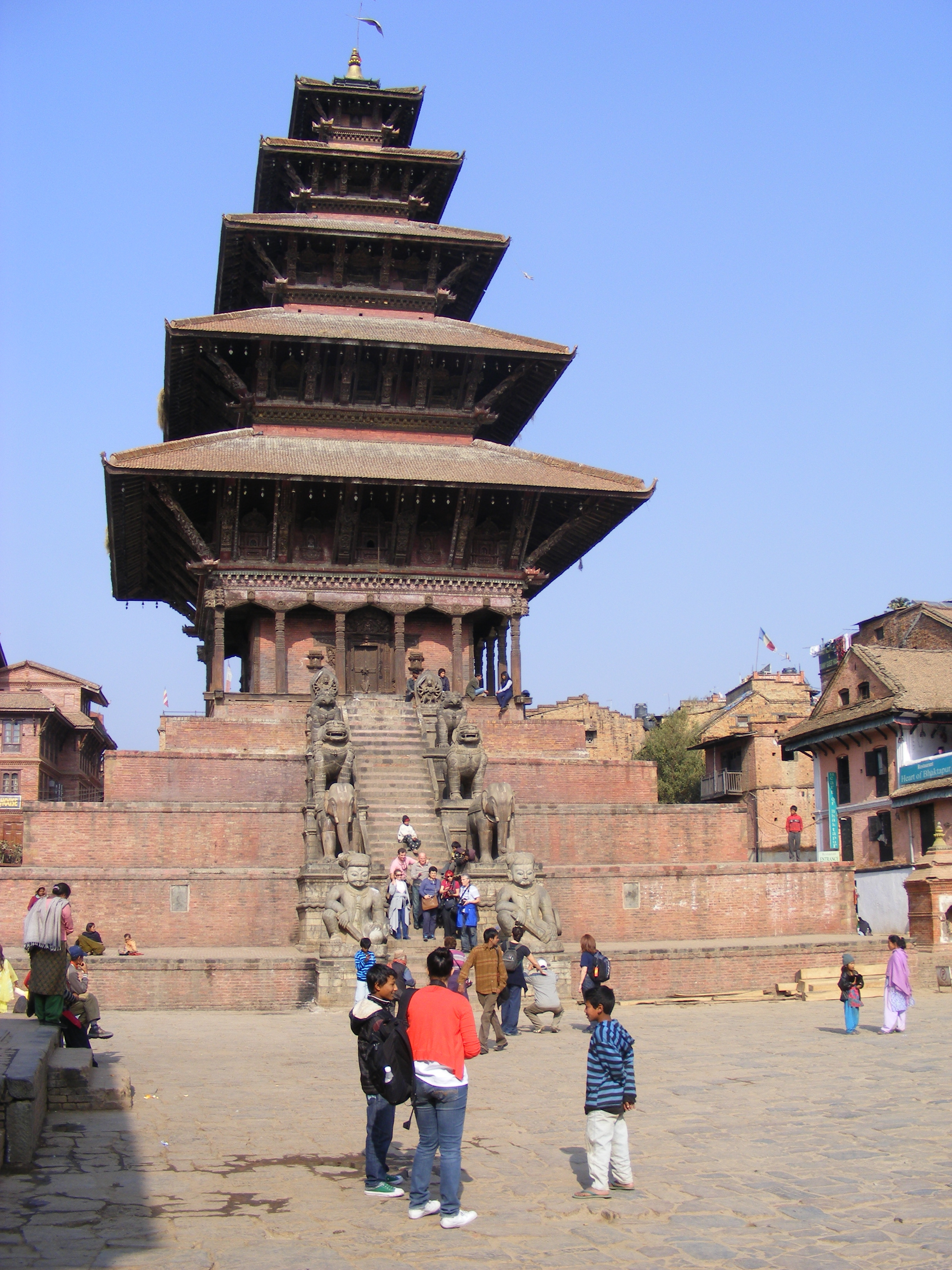
Nyatapola-templom (hindu), Bhaktapur (Nepál)
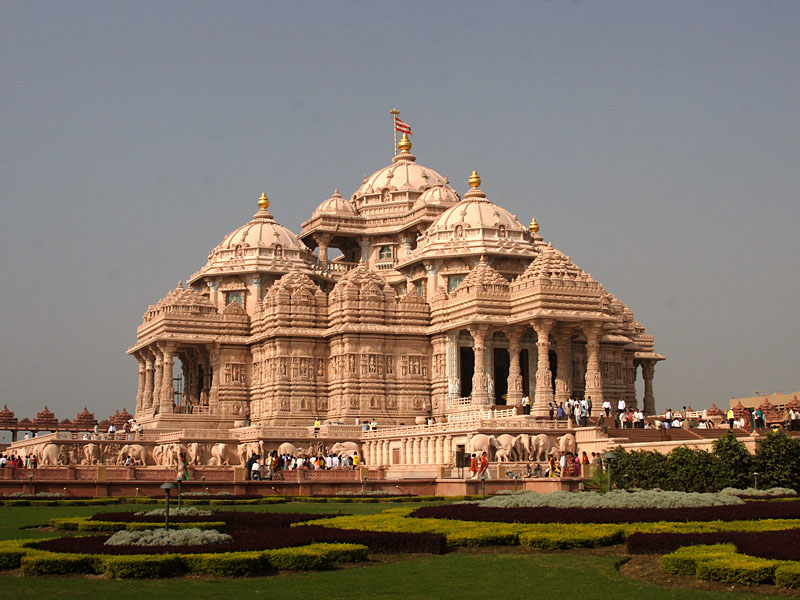
Akshardham-templom (hindu) Delhiben (India)
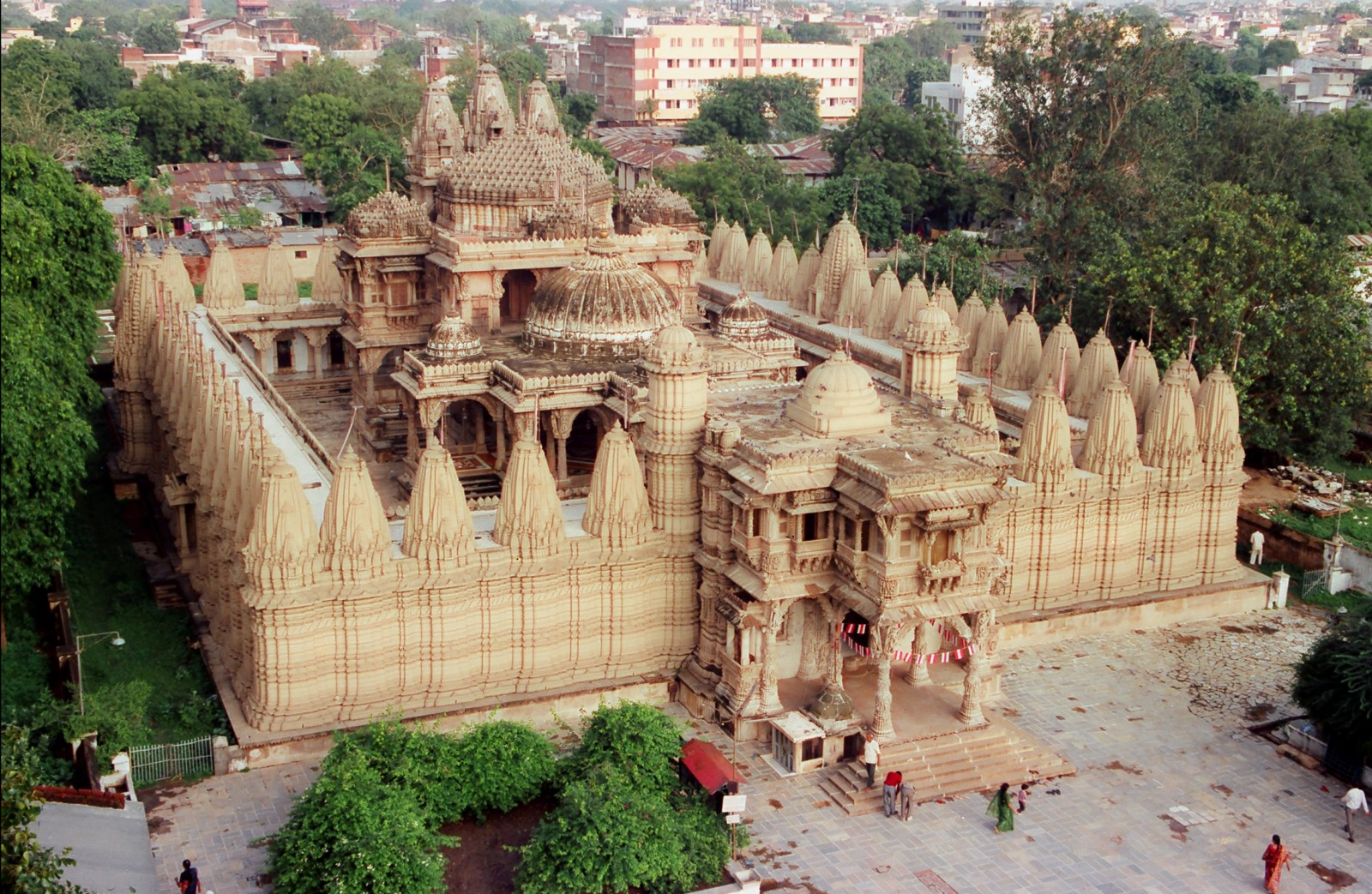
Sheth Hutheesinh nevű dzsain templom Delhiben
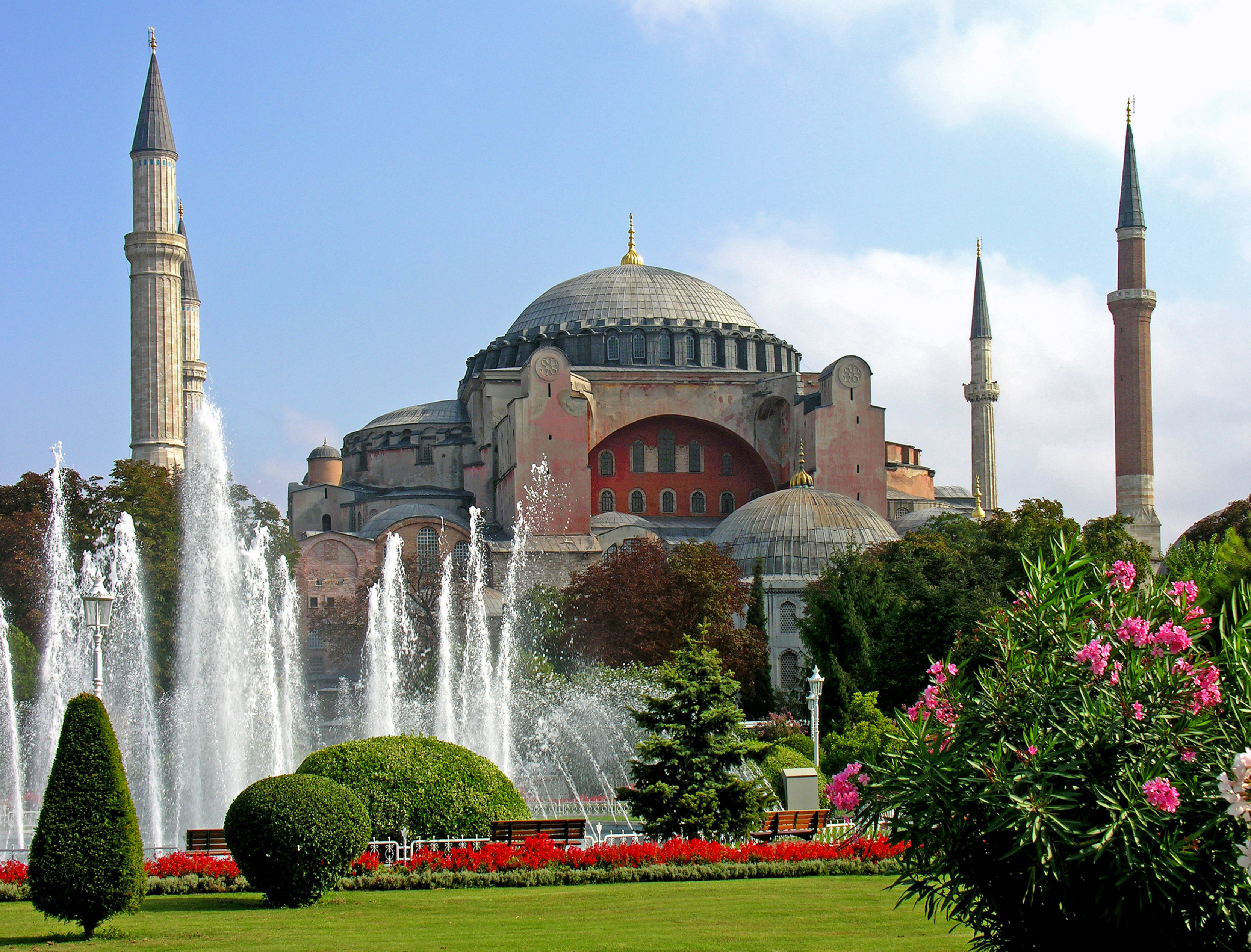
Hagia Sophia, Isztambul

### Kereszténység
A keresztény építészetben is sokféle templomot különböztetünk meg. A katolicizmusban a már méreteivel és arányaival is kitűnő székesegyházat (katedrálist), sokszor dómnak is nevezve; a plébániatemplomot, melynek élén egy plébános áll; a kolostort, monostort vagy zárda templomot, melynek élén egy apát áll, stb. 
A hagyományos katolikus templom az ókori Egyiptomban alkalmazott elvet követi. Sírhelyül is szolgáló altemploma a halottak föld alatti világát (→ kétszintes kápolna), oszlopos járószintje, képekkel díszített oldalfalai a mi világunkat szimbolizálja, a fal- és oltárképek az Úr, Jézus földi életének eseményeit, a szentek evilági cselekedeteit ábrázolják, a mennyezet csillagos mintája vagy mennyországot ábrázoló freskója az eget jelképezi. Sok egykori templom tengelyét nyugat-keleti fekvésben építették meg, hogy az épület belső elrendezése olyan, hogy a hívők és a celebráló pap (papok) kelet felé fordulva imádkoznak.

## A templom, mint szimbólum

### Kereszténység
Avagy nem tudjátok-é, hogy a ti testetek a bennetek lakozó Szent Léleknek temploma, amelyet Istentől nyertetek; és nem a magatokéi vagytok?
Mert áron vétettetek meg; dicsőítsétek azért az Istent a ti testetekben és lelketekben, amelyek az Istenéi. (I. Kor. 6:19-20)
A Biblia alapján testünk Isten tulajdona, amely a Szent Lélek temploma. Hogy megszenteltessünk és tiszták maradjunk, meg kell tisztítanunk a Lélek templomát minden tisztátalanságtól. Szükséges, hogy mértékletesek legyünk mindenben, az evésben és az ivásban. Isten azt kívánja tőlünk, hogy úgy gondozzuk a testünket, hogy az lakhelyül szolgáljon a Szent Lélek számára.
Dániel és társainak a története a Bibliában az utókor tanulságára írattak meg. Tiszta lényük, szép megjelenésük, világos érzelmeik jó szokások tanújelét mutatták, amelyekkel azokat tünteti ki a természet, akik a törvényeit betartják. A szellemi képesség, a testi erő, a hosszú élet meghatározott törvényektől függenek. Isten, aki a Természetet alkotta, nem fog közbenjárni, hogy megóvja az embereket a természeti törvények áthágásainak következményeitől.
A kéjelgő, ínyenc étvágy rabláncra fűzi az embereket. 
Az ártalmas anyagokkal megterhelt, tisztátalan vér elhomályosítja az erkölcsi és értelmi erőket, és felkelti s megerősíti az aljas testi szenvedélyeket. Isten Lelke nem jöhet segítségünkre és nem segíthet a meg minket a keresztényi jellem tökéletesítésében, ameddig engedve megromlott testi kívánságainknak megkárosítjuk az egészségünket.
Szeretteim, kérlek titeket, tartóztassátok meg magatokat a testi kívánságoktól, a melyek a lélek ellen vitézkednek (Péter 1. levele 2:11)

### Hinduizmus
A jógában a testet a lélek templomának tekintik. Bizonyos testtartásokkal (ászana) és légzésgyakorlatokkal (pránájáma) a jóga egészségessé tesz és jó közérzetet biztosít, amivel az egyén szilárdabbá teszi a "templomát". Nyugaton a fizikai erőnlét ugyan öncélúvá vált, a tradicionális jógarendszerben azonban ez csak az első  lépés az Isten-megvalósítás útján. A jógi megtanulja uralni a testét és az elméjét, hogy elérje végső célját: Isten szolgálatát.
Az indiai építészeti kézikönyvek a templomot közvetlenül a testhez hasonlítják: a templomkapu a száj, a templomkupola a fej. Ahogyan a lélek a koponyavarraton keresztül távozik a másvilágba a halál pillanatában, ugyanúgy a kupolát oromdísz fúrja át. A templom belső szentélye a lélek helye az emberi testben. Mivel a templom az emberi testet jelképezi, a templomba való belépés egyben a belső utazás kezdete is önmagunk mélyére. A templom szívében álló istenalak az istenséggel való találkozás szimbolikus mása lényünk legbelsejében.